# The Dallas Quest
The Dallas Quest (englisch; auf Deutsch etwa Die Dallas-Aufgabe) ist ein bebildertes Textadventure des US-amerikanischen Publishers Datasoft. Es wurde von James Garon entwickelt und erschien 1984 für verschiedene Heimcomputer. Es behandelt die gleichnamige Fernsehserie Dallas.

## Handlung
Der Spieler übernimmt die Rolle eines Privatdetektivs, der von Sue Ellen Shepard Ewing Lockwood engagiert wird, um eine Landkarte zu finden, auf der eine Ölquelle verzeichnet ist. Ihr Ehemann John Ross „J.R.“ Ewing Jr., zu dem Sue Ellen kein gutes Verhältnis mehr hat, ist ebenfalls auf der Suche nach der Karte. Diese gehörte J.R.s Vater Jock, der bei einem Flugzeugabsturz verschwand. Das Spiel beginnt auf der aus der Serie bekannten Southfork Ranch und führt den Spieler schließlich nach Südamerika. Dort lebt ein Freund Jocks, der eine Kopie der Karte besitzt. Der Spieler macht sich auf nach Südamerika, um die Karte zu finden – ebenso wie J.R., der das Beauftragungsgespräch zwischen Sue Ellen und dem Spieler belauscht hatte. Der Spieler muss nun Jocks Freund finden, diesem die Karte entlocken und gleichzeitig J.R. aus dem Weg gehen.

## Spielprinzip und Technik
The Dallas Quest ist ein Textadventure. Das Spiel stellt die jeweilige Spielumgebung sowie das Geschehen in Textform dar, die Visualisierung obliegt größtenteils der Fantasie des Spielers. Das Spiel findet wie bei einem Pen-&-Paper-Rollenspiel zugweise statt. Der Spieler gibt einen Zug als Befehl in natürlicher Sprache ein, wobei er auf die Spielumgebung, computergesteuerte Spielfiguren („NPCs“) oder mit sich geführte Gegenstände („Inventar“) Bezug nimmt. Das Herzstück des Spiels, der Parser, wertet wie der Spielleiter bei einem Pen-&-Paper-Rollenspiel die Eingabe aus, modelliert gegebenenfalls die Spielwelt um, teilt dem Spieler in Textform mit, was sein Zug bewirkt hat. Auf diese Weise kann der Spieler die Spielwelt erforschen, Rätsel lösen und dadurch die Handlung vorantreiben, wobei durch das Lösen bestimmter Rätsel weitere Areale der Spielwelt freigeschaltet werden. Zusätzlich zum Text stellt das Spiel für die einzelnen Räumlichkeiten der Spielwelt handgezeichnete Bilder zur Verfügung.
Das Spiel verfügt über eine eingebaute Hilfefunktion, die über den Befehl „clue“ aufgerufen werden kann.

## Produktionsnotizen
The Dallas Quest war Datasofts zweites Textadventure nach dem 1982 erschienenen, kommerziell nicht sehr erfolgreichen The Sands of Egypt, für das ebenfalls James Garon verantwortlich zeichnete. Die Idee, die populäre TV-Serie als Adventurespiel umzusetzen, wurde von Datasoft an den Rechteinhaber Lorimar Productions herangetragen. Lorimar verkaufte Datasoft eine Lizenz und stellte ein Skript bereit, das zwei Assistenten des TV-Autorenteams geschrieben hatten. The Dallas Quest war damit das erste Computerspiel, das eine Fernsehserie umsetzte.

## Rezeption
Die deutsche Happy Computer lobte Grafik und „Spielwitz“ des Adventures, monierte aber teils „sehr kuriose“ Rätsel, die nur mit Hilfe der Hilfefunktion lösbar seien. Von diesen Rätseln abgesehen sei der einfache Schwierigkeitsgrad des Spiels sein größtes Manko. Redakteur Heinrich Lenhardt wertete, das Spiel habe eine inhaltlich eigenständige Handlung und würde „das relativ bescheidene Niveau des TV-Vorbilds“ übertreffen. The Dallas Quest sei „das ideale Spiel für Adventure-Einsteiger“ und im Segment Grafikadventure in Sachen Spielwitz und Qualität der Grafiken ungeschlagen.
Das britische Magazin Your Commodore wertete, dass The Dallas Quest auch hinsichtlich seiner Grafik eines der besten Adventures seiner Zeit sei. Es kritisierte lediglich lange Aufbauzeiten der Standbilder. In Summe vergab das Magazin fünf von fünf Sternen. Das US-Magazin Computer Gaming World bezeichnete The Dallas Quest als „großen Spaß“ und lobte Grafik, Animation und Klanguntermalung der C64-Version.